# لمعي المطيعي
لمعي المطيعي (1927 ـ 4 أكتوبر 2003) هو كاتب ومترجم وكاتب سير مصري.

## حياته
ولد المطيعي سنة 1927، وتخرج في قسم الفلسفة بكلية آداب جامعة القاهرة سنة 1950.
عمل لمعي المطيعي في وزارة الثقافة وتدرج في وظائفها حتي أصبح وكيلًا للوزارة لشؤون النشر والمراكز العلمية، وظل في هذا المنصب حتي أحيل إلي المعاش سنة 1987.
عمل المطيعي مديرًا للنشر ومشرفًا على مركز تاريخ ووثائق مصر المعاصرة (1980 ـ 1981)، وفي سنة 1988، تولى المطيعي رئاسة تحرير مشروع الألف كتاب الثاني الذي صدر عن الهيئة المصرية العامة للكتاب.
من المناصب الأخرى التي شغلها عمله سنة 1970 مديرًا لادارة المجلات الثقافية، ومديرًا لادارة السلاسل الدورية، كما كان سكرتيرًا لتحرير الدار القومية للطباعة والنشر، وأشرف علي إصدار سلسلتي «كتب سياسية» و«مذاهب وشخصيات».
رأس المطيعي تحرير مجلة «اخترنا للفلاح» الشهرية لخمس سنوات. وشارك سنة 1989 في تأسيس مركز النشر بجامعة القاهرة.
سمي باسمه أحد شوارع منطقة حدائق حلوان بالقاهرة الكبرى.

## عضوية الجمعيات المتخصصة
كان المطيعي عضوًا بنقابة الصحفيين، والمجلس الأعلي للثقافة، ومجلس المكتبة العربية (1984 ـ 1987)، كما كان عضوًا بوفد مصر في مؤتمر وزراء الثقافة العرب بالرباط في أكتوبر 1989.

## كتاباته

### مؤلفات في السير
- قاموس التراجم القبطية (بالاشتراك مع آخرين): صدر في يوليو 1995، وضم تراجم أكثر من 500 قبطي مصري.[1]
- نساء ورجال من مصر (موسوعة سير): صدرت عن دار الشروق.[2]
- هذا الرجل من مصر (موسوعة سير): صدرت عن دار الشروق.[2]
- 1000 شخصية من مصر (موسوعة سير): صدرت عن الدار المصرية اللبنانية سنة 2006، أي بعد وفاة المؤلف.[2][3]

### مؤلفات أخرى
- فلسفة الإنسان الحديث
- لماذا الاشتراكية العربية
- الحياد الثقافي
- التخطيط القومي
- التاريخ السري للصراع الفردي
- مأساة الزنوج في أمريكا

### ترجمة
- الفكر التاريخي عند الإغريق: من هومر إلى عصر هيراكليس لأرنولد توينبي
- مصير روديسيا ونياسالاند، لفيليب ماسون
- من الفولكلور الأفريقي لبيرتون
- أصل المجتمعات المتحضرة، لرشتون كولبورن

## وفاته
توفي لمعي المطيعي مساء السبت 4 أكتوبر 2003، عن عمر يناهز 76 عامًا.